# Southwark Bridge
Southwark Bridge er en bro i London som forbinder Southwark med City of London over Themsen. Broen blev tegnet af Ernest George og Basil Mott og åbnet i 1921.
En tidligere bro på samme sted, tegnet af John Rennie, åbnet i 1819.
Den næste bro opover floden er London Millennium Bridge, mens den næste nedover floden er Cannon Street Railway Bridge.
Den sydlige side af broen ligger i nærheden af museet Tate Modern, The Clink fængselsmuseum og Financial Times-bygningen. Den nordlige side ligger i nærheden af Cannon Street station.